# Auranofín
El Auranofín es un fármaco utilizado en la crisoterapia de los padecimientos inflamatorios articulares que ocurren en la artritis reumatoide activa. Posee un 29% de oro por cada 3 mg de sustancia activa, además de azufre y fósforo moleculares.

## Acciones farmacológicas
- El auranofín mejora la inmunidad celular.
- Inhibe la citotoxicidad celular dependiente de anticuerpos.
- Inhibe la liberación de enzimas lisosomales
- Detiene la formación endógena de radicales superóxidos

In vitro, se ha visto que el auranofín suprime la quimiotaxis, la fagocitosis y los efectos de las prostaglandinas.

## Farmacología
El auranofín reduce la inflamación y disminuye la velocidad de eritrosedimentación. También disminuye los títulos del factor reumatoide y los niveles elevados de inmunoglobulinas. Al igual que muchos otros compuestos a base de oro en la terapéutica, el auranofín tiene el oro unido al azufre en un eslabón que hoy se sabe no le confiere ninguna propiedad esencial para su actividad como se pensó en un principio.

## Farmacocinética
Tras la administración oral se absorbe un 25% del oro del fármaco. En sangre, casi un 40% del oro está unido a los eritrocitos, mientras que el 60% restante se une a las proteínas séricas. La principal vía de excreción es por las heces fecales mientras que por la orina se desecha de un 9-17%.
Durante la terapia a largo plazo, las concentraciones de oro sérico llegan a un pico a las doce semanas de tratamiento y posteriormente permanecen estables siempre y cuando la dosis se mantenga igual.
A dosis de 6 mg se ha observado una concentración de oro en sangre de 0.63 mcg/ml. Las concentraciones en suero dependen en gran medida de la dosis pero no se ha establecido una correlación entre la concentración del fármaco y su eficacia y seguridad.

### Datos en niños
En niños, el nivel sanguíneo promedio de la meseta obtenida a dosis de 0.15 mg/kg al día, fue aproximadamente de 0.78.

## Clínicas
Se ha demostrado, por evaluación clínica y de laboratorio, que la administración prolongada de auranofín puede modificar el progreso de la artritis reumatoide y evitar, o simplemente reducir, el daño articular subsecuente.

## Duración del tratamiento
Se ha visto clínicamente que la respuesta terapéutica se manifiesta a los 3 o 4 meses de iniciado el tratamiento; aunque en algunos pacientes se requirieron hasta 6 meses. La respuesta que se busca es la mejora en parámetros como tumefacción y sensibilidad articular, dolor, fatiga, rigidez matinal y fuerza de agarre. Se han tratado pacientes por más de cuatro años y se ha notado una mejoría sostenida a las dosis administradas.

## Otros estudios
Se ha observado que el auranofín, cuando se compara su actividad terapéutica con D-penicilamina en artritis reumatoide, posee menos toxicidad a largo plazo.
En Japón se estudió durante 12 semanas el uso posible de auranofín en pacientes con asma moderado a grave. Se midió la concentración del oro en sangre y se hicieron exámenes de la respuesta bronquial, la función pulmonar antes, a las seis y doce semanas posteriores a la terapia. La respuesta bronquial disminuyó significativamente después de las doce semanas. Se piensa que la hiperreactividad de los bronquios durante el asma es inhibida por la acción del auranofín.
En modelos estándar, el auranofín ha mostrado propiedades antiinflamatorias de importancia. In vitro, los estudios han mostrado actividad inmunorreguladora.

## Advertencias
Los médicos que instalen la terapia con auranofín deben estar familiarizados con el uso de la crisoterapia dada la posibilidad de aparición de efectos secundarios. Los pacientes deben ser advertidos de que a la más leve aparición de un signo o síntoma adverso deben reportarlo a su médico tratante.
El Auranofín debe ser evitado por personas con daño renal o con enfermedad hepática activa o grave. Tampoco debe ser administrado a pacientes con antecedentes de toxicidad de la médula ósea.

### En embarazo y lactancia
Es conocido que el oro no carece de toxicidad y que es teratógeno. En estudios en animales se ha visto que a dosis mayores a las administradas en humanos (hasta un 400%) se han presentado en conejos de experimentación desde abortos hasta anormalidades fetales. Dadas estas observaciones, los especialistas han optado por recurrir a la abstención del tratamiento o pedirle a la mujer con posibilidades de embarazarse que evite la preñez y que no se embarace hasta seis meses posteriores a la finalización del tratamiento.